# 7086 Bopp
7086 Bopp este un asteroid din centura principală, descoperit pe 5 octombrie 1991, de Carolyn Shoemaker.